# 대방어린이도서관
대방어린이도서관은 서울특별시 동작구 대방동에 위치한 자그마한 어린이도서관이다.

## 역사
대방어린이도서관은 원래 "대방 어린이 작은도서관"이라는 이름으로 설계되었으며, 지하 1층 및 지상 1층은 공영주차장으로, 2층은 도서관으로 계획하였다. 2012년 2월 17일 준공하였다. 공사는 약 10개월간 진행되어 같은 해 11월에 완공되었고, 다음 해 3월 15일 개관하였다.
2016년에는 교육부의 교육기관 우수 기관 인증을, 2017년에는 서울시의 기관 표창을 받았다.